# Fort de Mons (metrostation)
Het station Fort de Mons is een metrostation van lijn 2 van de metro van Rijsel, gelegen in de Franse gemeente Mons-en-Barœul. Het ligt in het oosten van de gemeente, op de grens met Villeneuve d'Ascq, bij het Fort de Mons. Tot 2008 was dit station een van de drie eindstations van lijn 2 in de spits, maar tegenwoordig is Fort de Mons alleen nog 's avonds laat het eindstation.
Vanaf de metro kan men overstappen op verscheidene buslijnen en er is een speciale "Inter'Val"lijn tussen Fort de Mons en Pont de Bois.